# 尼斯貝特 (印第安納州)
尼斯貝特（英語：Nisbet）是位於美國印第安納州范德堡縣的一個非建制地區。該地的面積和人口皆未知。

## 地理
尼斯貝特所處的海拔為高於海平面133米（即436英呎），而該地所採用的時區為UTC-5，即北美東部時區（EST）。同時該地設有夏令時間，為UTC-5調快一小時，即UTC-4（EDT）。